# Chenistonia caeruleomontana
Chenistonia caeruleomontana là một loài nhện trong họ Nemesiidae.
Chenistonia caeruleomontana được miêu tả năm 1984 bởi Raven.